# Le Château de sable
Le Château de sable (The Sand Castle) és un curtmetratge d’animació stop motion de 1977 creat per Co Hoedeman per al National Film Board of Canada. Va guanyar l'Oscar al millor curtmetratge d'animació als Premis Oscar de 1977.

## Argument
La trama de la pel·lícula segueix una persona de sorra humanoide que crea criatures vives a partir de sorra en un desert. Aleshores inicia un pla: que creïn un castell de sorra per viure-hi. Quan han acabat el castell ho celebren, però la celebració s'interromp quan el vent comença a bufar i cobreix el castell. Els personatges de sorra es retiren al castell per seguretat. La resta queda oberta a interpretació; els espectadors poden suposar que els personatges estan subsumits, o que eventualment ressorgeixen i tornen a començar en un cicle sense fi.

## Temes
El tema de Le Château de sable, segons Hoedeman, és "l'home contra la natura... un no pot superar l'altre. Hem de conviure colze plegats i treure'n el millor possible."
El 2015, el cineasta canadenc Dylan Akio Smith va escriure: "Temàticament, hi ha una sensació de diversió i màgia mentre veiem com aquestes petites figures de sorra surten del sòl i interactuen entre elles. Els temes una mica canadencs de la diversitat i treballar junts en harmonia pel bé general també està present. Pots sentir la meravella que té el director per la vida mateixa, però també hi ha una nostàlgia per la fragilitat de l'existència, una de les meves preferides de tots els temps. Canadenc o no."

## Producció
La pel·lícula va ser creada amb animació de sorra i titelles de goma escuma coberta de sorra; l'animació de titelles en tres dimensions era l'especialitat de Hoedeman i, en aquell moment, només hi havia tres o quatre cineastes canadencs que utilitzaven la tècnica. Es van utilitzar tres caixes de sorra, amb els personatges creats per adaptar-se al paisatge suau i sense vores, i les diferents textures i colors de la sorra.

## Premis
- Festival Internacional de Cinema d'Animació d'Annecy, Gran Premi, 1977[7]
- Premis Oscar de 1977: Oscar al millor curtmetratge d'animació, 1978
- Premis BAFTA: Nominat: Premi BAFTA a la millor pel·lícula de ficció, 1978[8]
- ALA Notable Children's Videos, 1977.[9]

## Obres citades
- Evans, Gary. In the National Interest: A Chronicle of the National Film Board of Canada from 1949 to 1989.  University of Toronto Press, 1991. ISBN 0802027849.